# Campionati europei di ciclocross - Gara maschile Juniors
La gara maschile Juniors è una delle prove disputate durante i Campionati europei di ciclocross. Aperta ai ciclisti della categoria Juniores, si svolge dalla prima edizione della rassegna, nel 2003.

## Albo d'oro
Aggiornato all'edizione 2022.
| Anno | Vincitore                             | Secondo                               | Terzo                                 |
| ---- | ------------------------------------- | ------------------------------------- | ------------------------------------- |
| 2003 | Niels Albert                          | Roman Kreuziger                       | Clément Lhotellerie                   |
| 2004 | Julien Taramarcaz                     | Ricardo van der Velde                 | Christoph Pfingsten                   |
| 2005 | Róbert Gavenda                        | Yannick Martinez                      | Dries Govaerts                        |
| 2006 | Vincent Baestaens                     | Joeri Adams                           | Ramon Sinkeldam                       |
| 2007 | Lubomír Petruš                        | Arnaud Jouffroy                       | Peter Sagan                           |
| 2008 | Tijmen Eising                         | Lars van der Haar                     | Sean De Bie                           |
| 2009 | Émilien Viennet                       | Laurens Sweek                         | Michiel van der Heijden               |
| 2010 | Lars Forster                          | Jakub Skála                           | Quentin Jauregui                      |
| 2011 | Mathieu van der Poel                  | Quentin Jauregui                      | Romain Seigle                         |
| 2012 | Mathieu van der Poel                  | Clément Russo                         | Yannick Peeters                       |
| 2013 | Yannick Peeters                       | Adam Ťoupalík                         | Yann Gras                             |
| 2014 | Eli Iserbyt                           | Jappe Jaspers                         | Johan Jacobs                          |
| 2015 | Jens Dekker                           | Mitch Groot                           | Thomas Bonnet                         |
| 2016 | Thomas Pidcock                        | Nicolas Guillemin                     | Timo Kielich                          |
| 2017 | Loris Rouiller                        | Tomáš Kopecký                         | Ben Tulett                            |
| 2018 | Pim Ronhaar                           | Witse Meeussen                        | Thibau Nys                            |
| 2019 | Thibau Nys                            | Jente Michels                         | Dario Lillo                           |
| 2020 | annullata per la pandemia di COVID-19 | annullata per la pandemia di COVID-19 | annullata per la pandemia di COVID-19 |
| 2021 | Aaron Dockx                           | David Haverdings                      | Luca Paletti                          |
| 2022 | Léo Bisiaux                           | Daniel Weis Nielsen                   | Guus van den Eijnden                  |

## Medagliere
| Pos.   | Nazione       | Oro | Argento | Bronzo | Totale |
| ------ | ------------- | --- | ------- | ------ | ------ |
| 1      | Belgio        | 6   | 5       | 5      | 16     |
| 2      | Paesi Bassi   | 5   | 4       | 3      | 12     |
| 3      | Svizzera      | 3   | 0       | 2      | 5      |
| 4      | Francia       | 2   | 5       | 5      | 12     |
| 5      | Rep. Ceca     | 1   | 4       | 0      | 5      |
| 6      | Gran Bretagna | 1   | 0       | 1      | 2      |
| 6      | Slovacchia    | 1   | 0       | 1      | 2      |
| 8      | Danimarca     | 0   | 1       | 0      | 1      |
| 9      | Germania      | 0   | 0       | 1      | 1      |
| 9      | Italia        | 0   | 0       | 1      | 1      |
| Totale | Totale        | 19  | 19      | 19     | 57     |